# Ишимников, Никита Дмитриевич
Никита Дмитриевич Ишимников (род. 21 апреля 2005, Снежинск, Челябинская область) — российский хоккеист, защитник.

## Биография
Начинал играть в хоккей в школе «Снежинские волчата» , затем занимался в клубах «Югра»,
«Авангард», «Ак Барс». С 2020 года — в екатеринбургском «Авто-Спартаковце». С сезона 2021/22 стал играть в команде МХЛ «Авто». Со следующего сезона, провёдя три матча начал выступать за команду ВХЛ «Горняк-УГМК». 5 января 2024 года в гостевом матче «Автомобилиста» против ХК «Сочи» (4:1) дебютировал в КХЛ.
На драфте НХЛ 2023 года был выбран в 5-м раунде под общим 155-м номером клубом «Колорадо Эвеланш».